# Metro w Osace

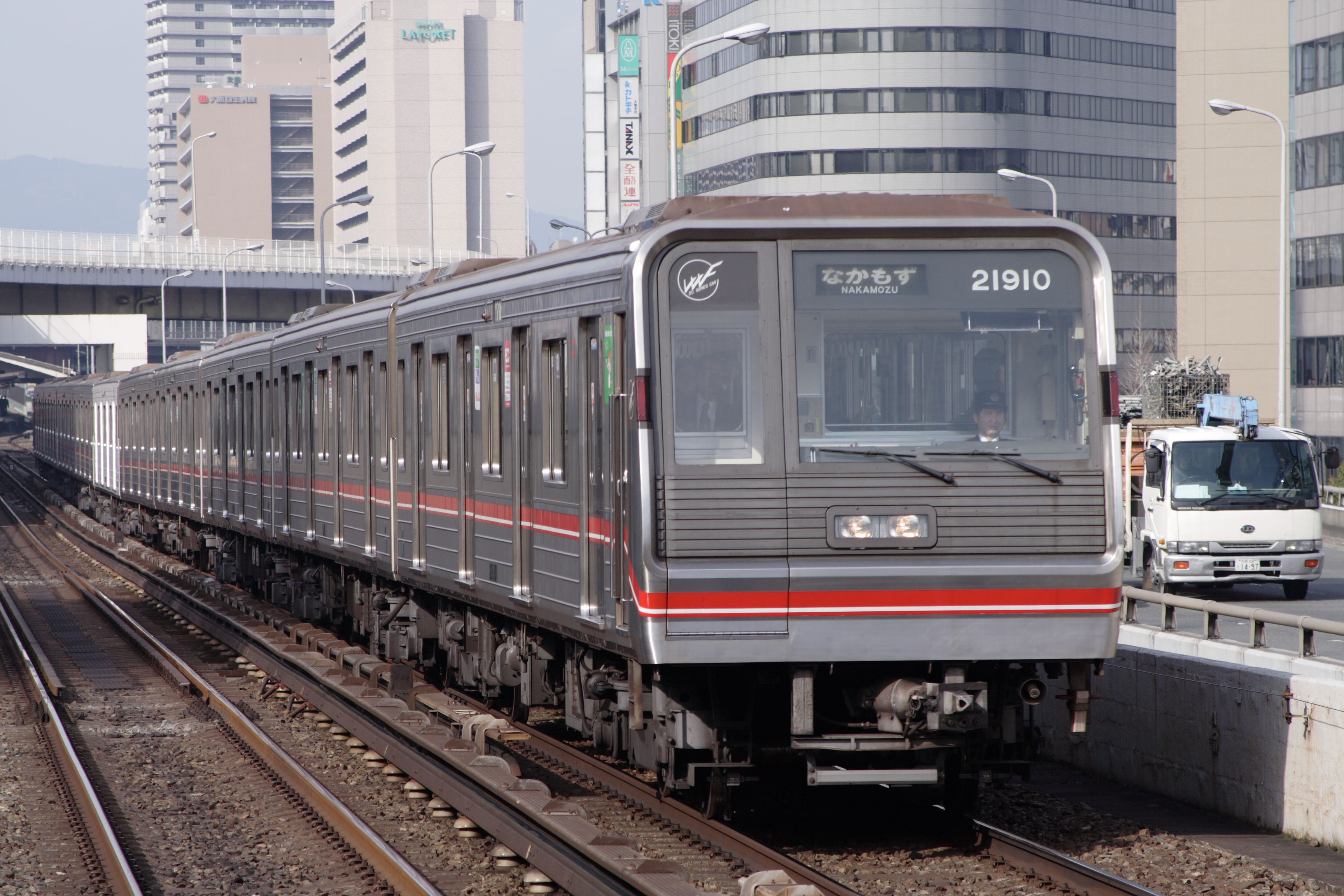
EZT typu „21” z lat 90. (Midōsuji-sen)

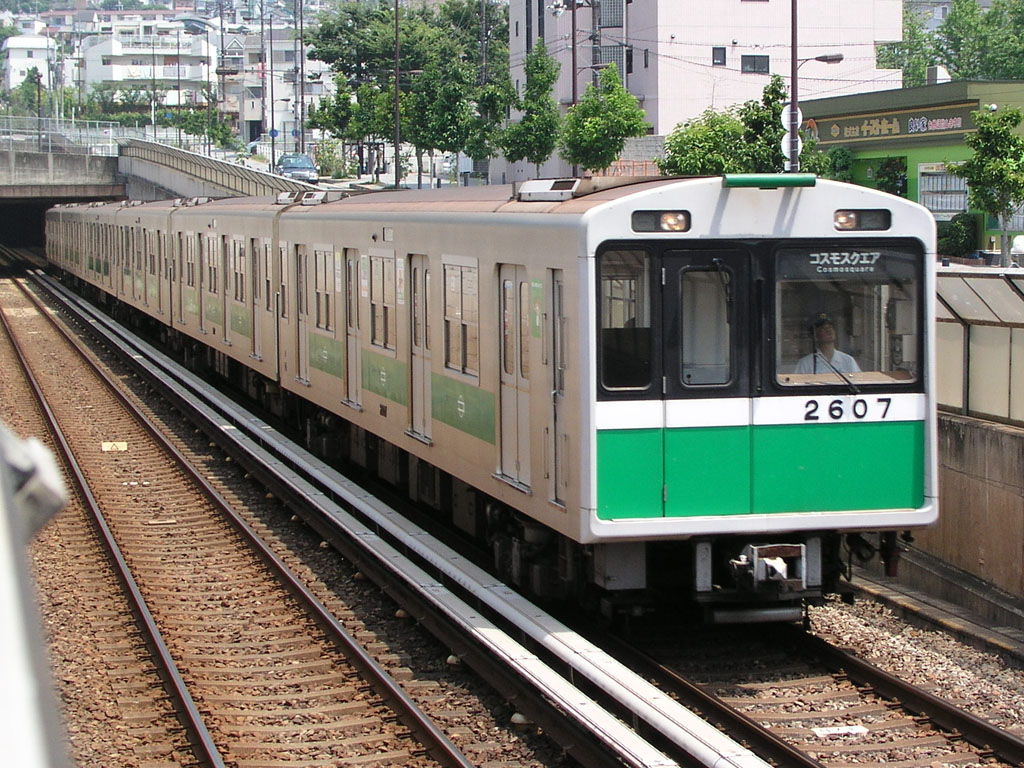
EZT typu „20” z lat 80.; linia Chūō

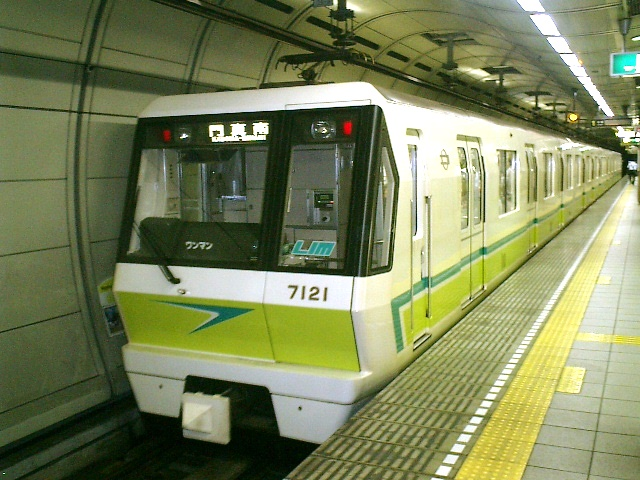
EZT typu „70” (Nagahori-Tsurumi-Ryokuchi-sen)

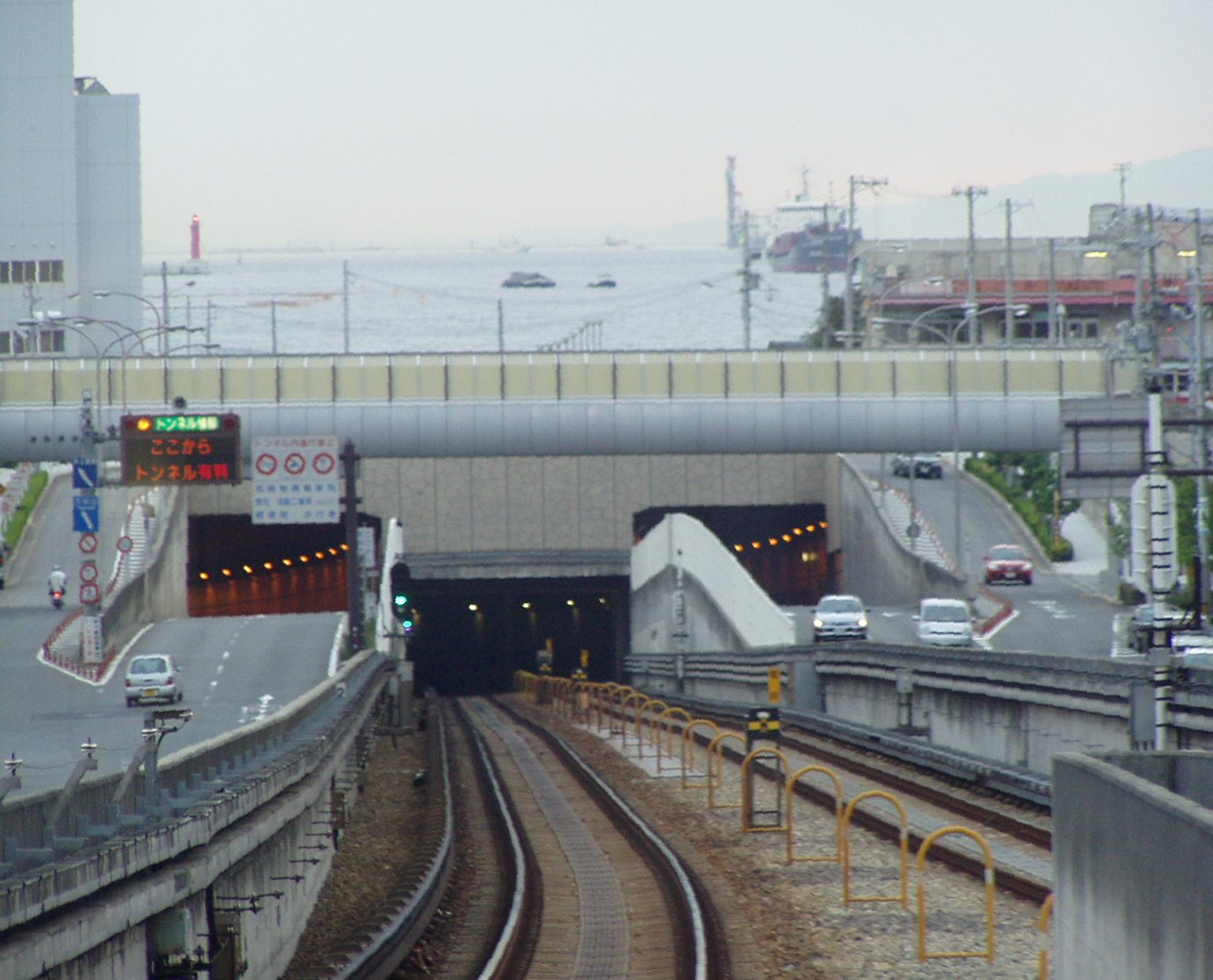
Linia Chūō na zjeździe do tunelu Ōsaka-kō Sakishima pod kanałem portowym (infrastruktura jest własnością kolei OTS)

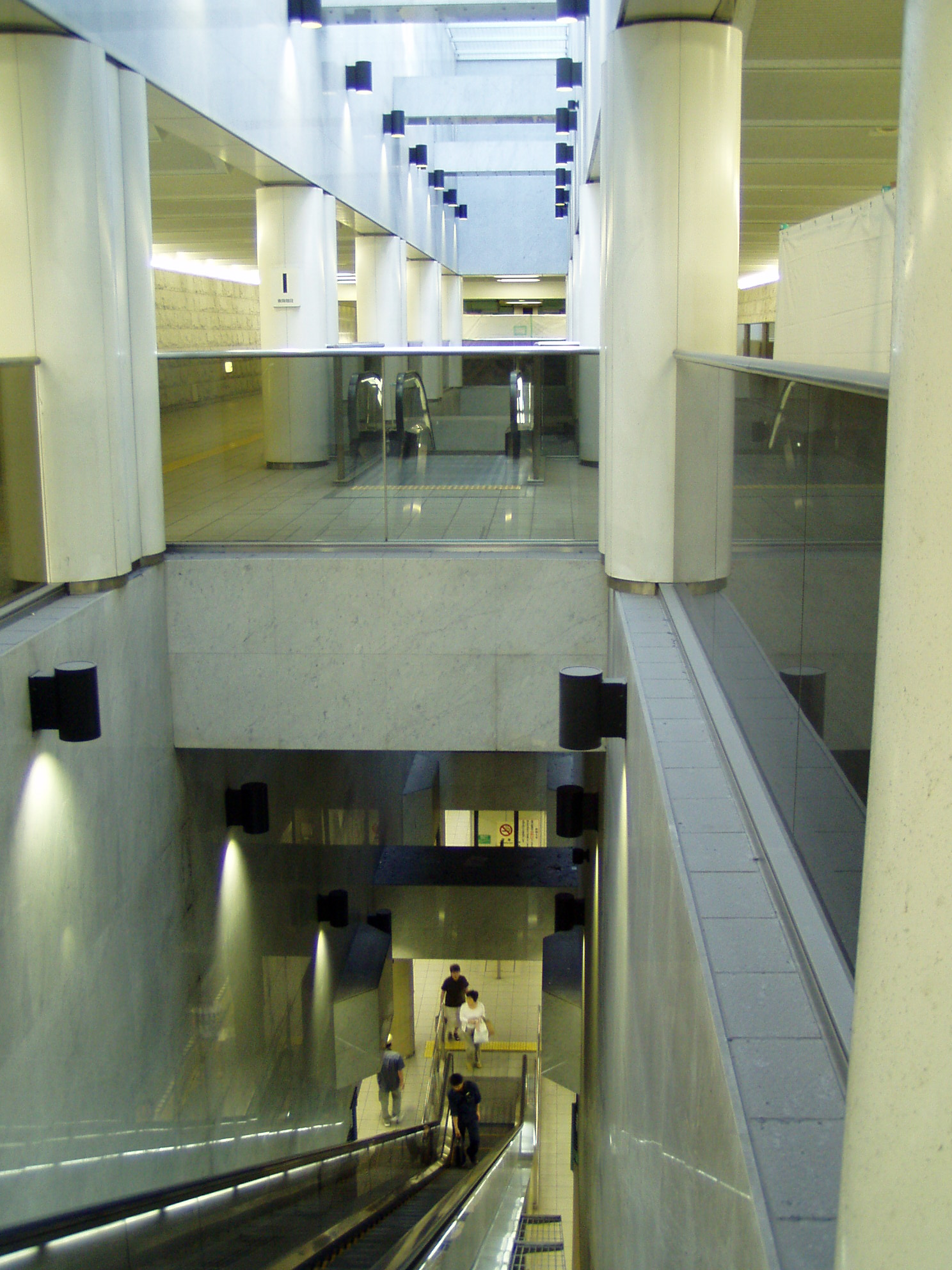
Stacja Morinomiya na linii Nagahori-Tsurumi-Ryokuchi. Doświetlenie światłem dziennym hali peronowej

Metro w Osace, jap. 大阪地下鉄 Ōsaka Chikatetsu, pełna nazwa　大阪市営地下鉄 Ōsaka Shiei Chikatetsu (pol. „Miejska Kolej Podziemna Osaki”) – najważniejsza sieć szybkiej kolei miejskiej w Osace, należąca do miasta. Jest jednym z dwóch systemów metra w Japonii, które mają genezę sięgającą okresu międzywojennego. Sieć liczy osiem linii długości sumarycznej 129,9 km i ma 101 stacji. Po uwzględnieniu linii małej kolei automatycznej (MAK), zwanej „New Tram” długość sieci wzrasta do 137,8 km. Po uwzględnieniu zaś linii obcych kolei, których wszystkie pociągi wjeżdżają na współpracującą linię metra długość systemu wzrasta do 176,1 km, a włącznie z linią Hankyū-Kyōto, której część pociągów „przechodzi” na linię metra – do 192,5 km. Dzienne przewozy sieci sięgają 2,35 mln osób. Całkowita liczba wagonów linii „ciężkiego metra” – 1280.

## Sieć

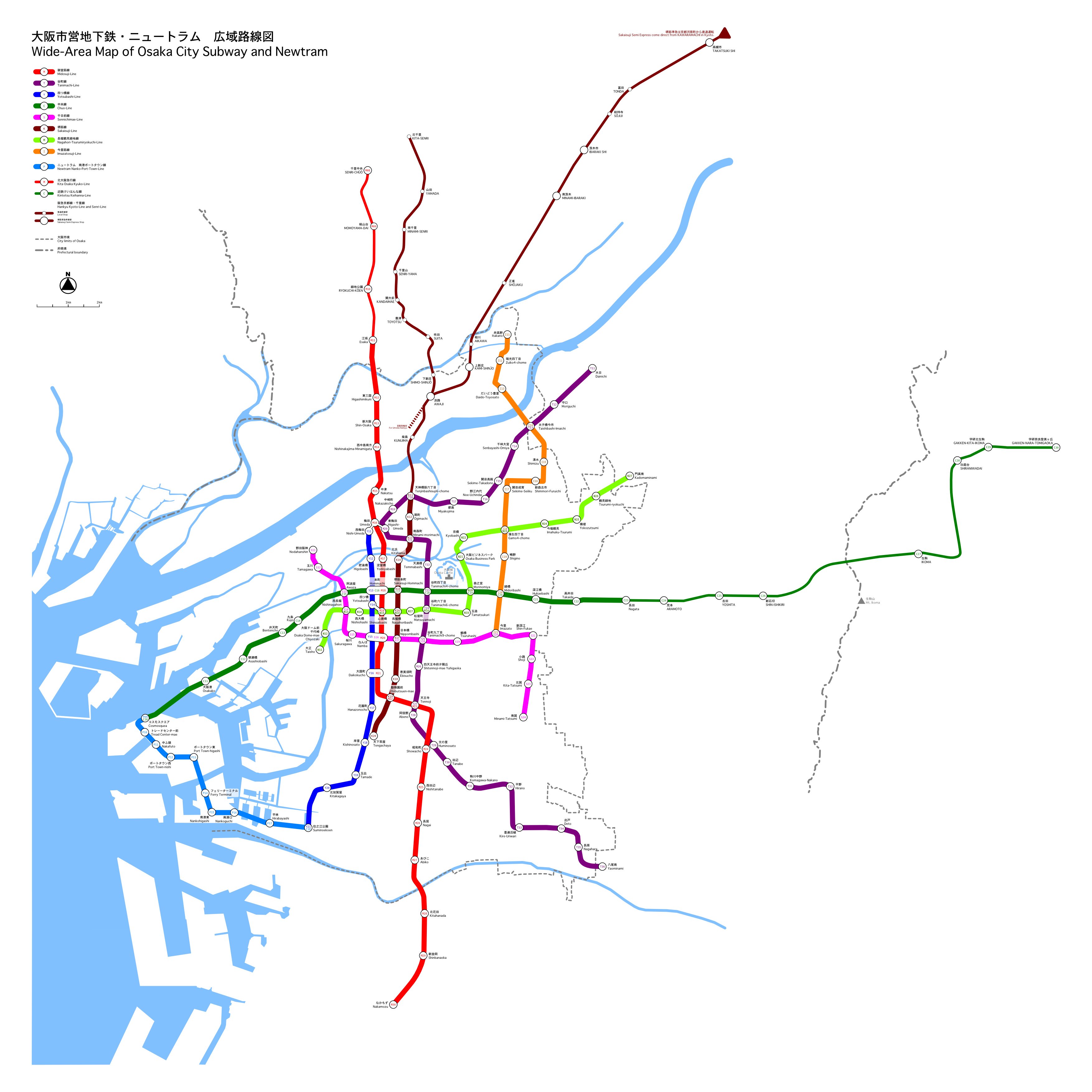
Sieć metra w Osace z liniami współpracującymi innych kolei

Sieć obejmuje osiem linii „metra ciężkiego” i jedną linię małej kolei automatycznej, rozwiązanych w układzie liniowym (tzn. bez rozwidleń). Obejmuje ona w zasadzie obszar miasta Osaka, sporadycznie wykraczając na obszar sąsiednich gmin. Słabo obsługiwane przez metro dzielnice północno-zachodnie penetrowane są przez inne koleje aglomeracyjne.
- 御堂筋線 Midōsuji-sen (numer planistyczny 1, oznaczenie „M”) – linia długości 24,5 km (z czego ok. 5 km nad ziemią) o kierunku NS, przebiega przez dwa centra Osaki: Umedę i Minami (obsługuje oba najważniejsze dworce południa – Nambę i Tennōji) tunelem pod ulicą Midōsuji (skąd nazwa). Na południu wybiega głęboko na teren miasta Sakai. Powstawała w latach 1933–1987. Ostatnia stacja na północy – 江坂 Esaka – jest punktem przejścia na współpracującą linię kolei „trzeciego sektora” – Kita-Ōsaka Kyūkō Dentetsu, w skrócie „Kitakyū”, zbudowanej dla podłączenia terenów EXPO '70 i nowego miasta Senri (całkowita długość linii po uwzględnieniu Kitakyū – 30,4 km). Linia Midōsuji stanowi najbardziej obciążony element sieci, przewożąc dziennie ok. 1260 tys. osób. Zajezdnia znajduje się przy stacji 神金岡 Shin-Kanaoka. Eksploatuje się pociągi 10-wagonowe – głównie własne metra, ale także kilka kolei Kitakyū. Średnia prędkość: 32,1 km/h.

- 谷町線 Tanimachi-sen (numer planistyczny 2, oznaczenie „T”) – linia długości 28,1 km, całkowicie podziemna, o kierunku NE – SE, przebiega przez Umedę i Tennōji, głównie pod ulicą Tanimachi-suji, od której wzięła nazwę. Na północnym wschodzie obsługuje centrum miasta Moriguchi. Zajezdnia znajduje się przy stacji końcowej 八尾南 Yao-Minami. Linia została zbudowana w latach 1967–1983. Eksploatowane są pociągi 6-wagonowe (stacje umożliwiają obsługę składów 8-wagonowych). Dzienne przewozy – ok. 515 tys. osób. Średnia prędkość: 32,1 km. Średnia prędkość: 31,9 km.

- 四つ橋線 Yotsubashi-sen (numer planistyczny 3, oznaczenie „Y”) – długości 11,4 km (całkowicie podziemna), przebiega od Umedy na południe pod ulicą Yotsubashi-suji, przez rejon Namba. Linia otwierana w latach 1941–1972. Obsługują ją pociągi sześciowagonowe. Dzienne przewozy ok. 315 tys. osób. Stacja 大国町 Daikokuchō jest wspólna z Midōsuji-sen – perony w układzie kierunkowym. Średnia prędkość: 31,6 km/h.

- 中央線 Chūō-sen (numer planistyczny 4, oznaczenie „C”) – długości 17,9 km, z czego 2,4 km formalnie należy do kolei „trzeciego sektora” 大阪港トランスポートシステム „Osaka Port Transport System” (OTS). Na długości ok. 6,2 km trasa przebiega na estakadzie, w pasie rozdzielającym arterii kołowej. Linia jest połączona technologiczną łącznicą z Tanimachi-sen. Zajezdnia znajduje się koło stacji 森ノ宮 Morinomiya. Linię własną metra kończono w latach 1961–1985, linię OTS w 1997 r. Na wschodzie, na stacji 長田 Nagata linia połączona jest z Kintetsu-Keihanna-sen (po jej uwzględnieniu sumaryczna długość linii wynosi 36,7 km). Trasa przebiega równoleżnikowo przez biurowe śródmieście pod ulicą Chūō-Ōdōri, łącząc poddawany zabudowie rejon portu (położony na sztucznej wyspie) z miastami Higashi-Ōsaka, Ikoma i nową urbanizacją na wzgórzach Prefektury Nara. Eksploatuje się pociągi sześciowagonowe, należące do metra oraz współpracującej kolei Kintetsu. Dzienne przewozy – ok. 363 tys. osób. Średnia prędkość: 35,2 km/h.

- 千日前線 Sennichimae-sen (numer planistyczny 5, oznaczenie „S”) – długości 12,6 km (całkowicie podziemna), o przebiegu SE – NW, w śródmieściu pod ulicami Shin-Naniwa-dōri i Sennichimae-dōri przez rejon Namba. Linię oddawano w latach 1961–1981. Eksploatuje się pociągi czterowagonowe. Dzienne przewozy – niespełna 200 tys. osób. Średnia prędkość: 30,2 km/h.

- 堺筋線 Sakaisuji-sen (numer planistyczny 6, oznaczenie „K”) – o długości 8,1 km, całkowicie pod ziemią, przebiega południkowo pod ulicą Sakai-suji, omijając najbardziej ożywione centra, z wyjątkiem rejonu Namba-Dōtonbori. Na północnej stacji końcowej 天神橋筋六丁目 Tenjinbashisuji-6-chōme linia połączona jest z Hankyū-Senri-sen (była to pierwotnie stacja początkowa tej linii). Południowa stacja końcowa znajduje się przy stacji linii Nankai-honsen 天下茶屋 Tengachaya (tam też jest zajezdnia), ale nie może być z nią połączona ze względu na różny rozstaw szyn. Linię oddawano w latach 1969–1993. Eksploatuje się pociągi 8-wagonowe – własne metra i kolei Hankyū. Dzienne przewozy to niespełna 330 tys. osób. Średnia prędkość: 30,0 km/h.

- 長堀鶴見緑地線 Nagahori-Tsurumi-Ryokuchi-sen (numer planistyczny 7, oznaczenie „N”) – całkowicie podziemna linia, długości 15,0 km, łączy dzielnice wschodnie ze stacją przesiadkową Kyōbashi na linii okólnej JR, rejonem Shinseibashi (przebiega pod Nagahori-dōri) i krytym stadionem „Osaka Dome”. Na trasie rozwija się dzielnicę biurowców Osaka Business Park. Linię oddawano do użytku w latach 1990–1997. Zajezdnia znajduje się koło stacji Tsurumi (całkowicie podziemna). Eksploatuje się pociągi 4-wagonowe, napędzane silnikiem liniowym. Dzienne przewozy – 150 tys. osób. Średnia prędkość: 29,6 km/h.

- 今里筋線 Imazatosuji-sen (numer planistyczny 8, oznaczenie „I”) – o długości 11,9 km, w całości podziemna, łączy ze sobą wschodnie dzielnice Osaki (przebieg całkowicie poza śródmieściem, pod ulicą Imazato-suji). Całkowicie podziemna zajezdnia dostępna jest łącznicą wychodzącą od stacji 清水 Shimizu. Łącznica została zbudowana dalej, do połączenia z linią Nagahori-Tsurumi-Ryokuchi[1]. Linię oddano do użytku w 2006 r. Eksploatuje się pociągi 4-wagonowe napędzane silnikiem liniowym. Jako jedyna w Osace ma zamontowane ścianki bezpieczeństwa na krawędziach peronów. Średnia prędkość: 32,4 km/h.

Oprócz linii „metra ciężkiego” eksploatowana jest przez Miasto Osaka także linia „lekkiego metra”:
- 南港ポートタウン線 Nankō Port Town-sen, zwana także ニュートラム New Tram (oznaczenie „P”) – ogumiona mała kolej automatyczna o nadziemnej trasie długości 7,9 km. Tylko zachodnia stacja końcowa コスモスクエア Cosmosquare znajduje się pod ziemią, dla lepszego skomunikowania z Chūō-sen metra. Kolej powstała w 1981 r. dla skomunikowania nowych dzielnic zbudowanych na sztucznych wyspach i nabrzeżach portu. Krótki zachodni odcinek kolei (1,3 km) zbudowany został przez kolej „OTS” w 1997 r. – jego eksploatację przejęło miasto w 2005 r. (podobnie jak odcinka powiązanego z linią Chūō). W 1998 r. kolej przewoziła dziennie 29 tys. osób/h.

Ruch miejski obsługuje także wiele innych kolei, których głównym zadaniem jest obsługa aglomeracji. Na ich czele stoi JR Nishi Nihon, dysponująca obwodową (Ōsaka-kanjō-sen), podziemną średnicową Tōzai-sen i wylotową Hanwa-sen – liniami mającymi duże znaczenie dla ruchu miejskiego. Kolej prywatna Hankyū eksploatuje trzy linie zbiegające się na jej dworcu Umeda; do Umedy dochodzi też główna linia kolei Hanshin. Na północnym wschodzie działa linia kolei Keihan. Południe Osaki obsługiwane jest głównie przez linie kolei prywatnej Nankai, dochodzące do dużego dworca Namba, zaś południowy wschód – przez Kintetsu. Na przestrzeni ostatnich dziesięcioleci sieci te stały się w znacznym stopniu bezkolizyjne, dzięki przełożeniu torowisk na wiadukty. Na południu funkcjonują także dwie linie tramwajowe prywatnej sieci Hankai. Najnowszym elementem sieci miejsko-aglomeracyjnej stała się linia Osaka Monorail, funkcjonująca wzdłuż autostrady obwodowej poza granicami administracyjnymi miasta (przechodzi obok terenów powystawowych EXPO '70).

## Obsługa linii, obciążenia

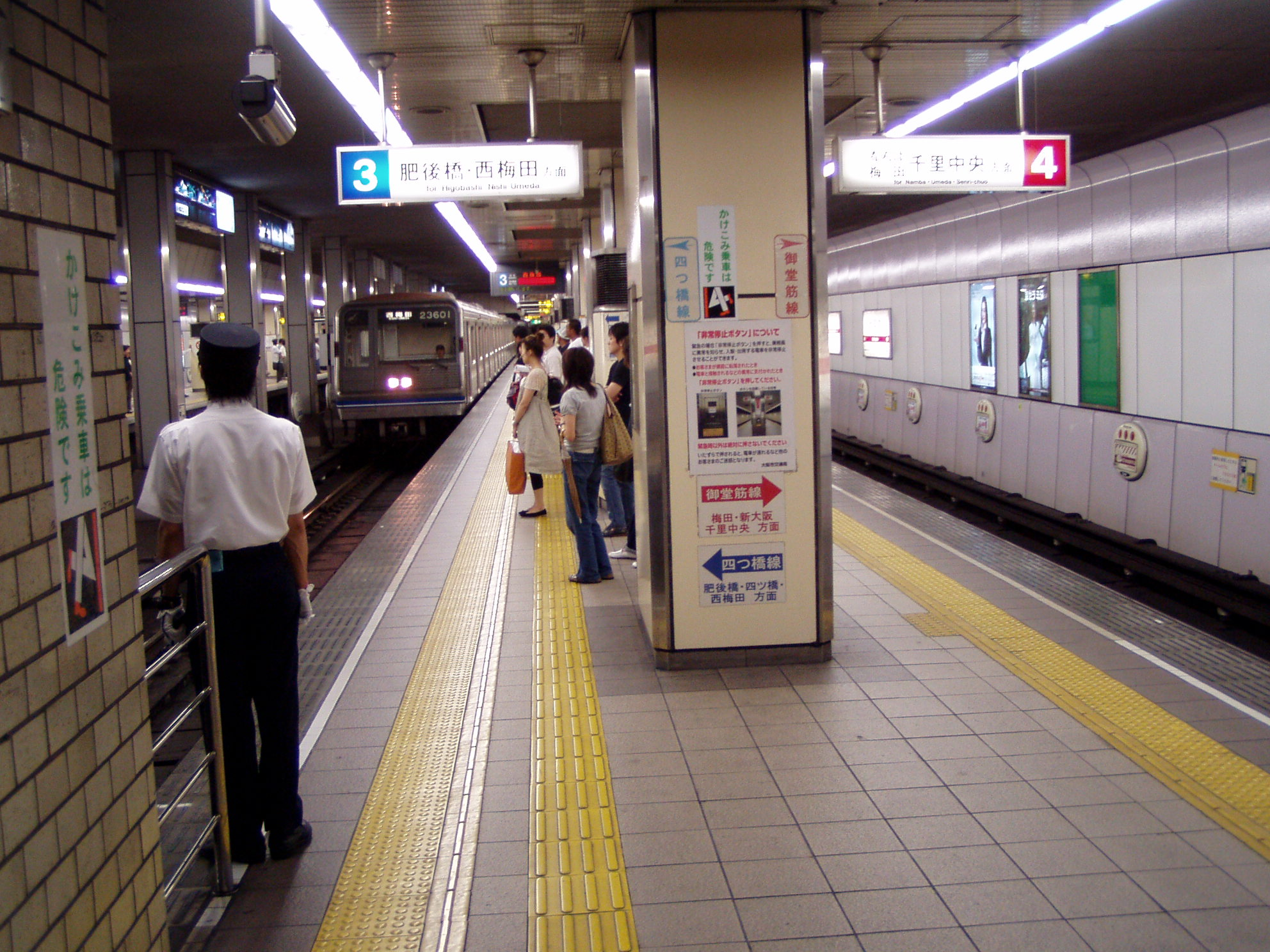
Stacja Daikoku-chō, peron przesiadkowy z Yotsubashi-sen (tor po lewej) na Midōsuji-sen

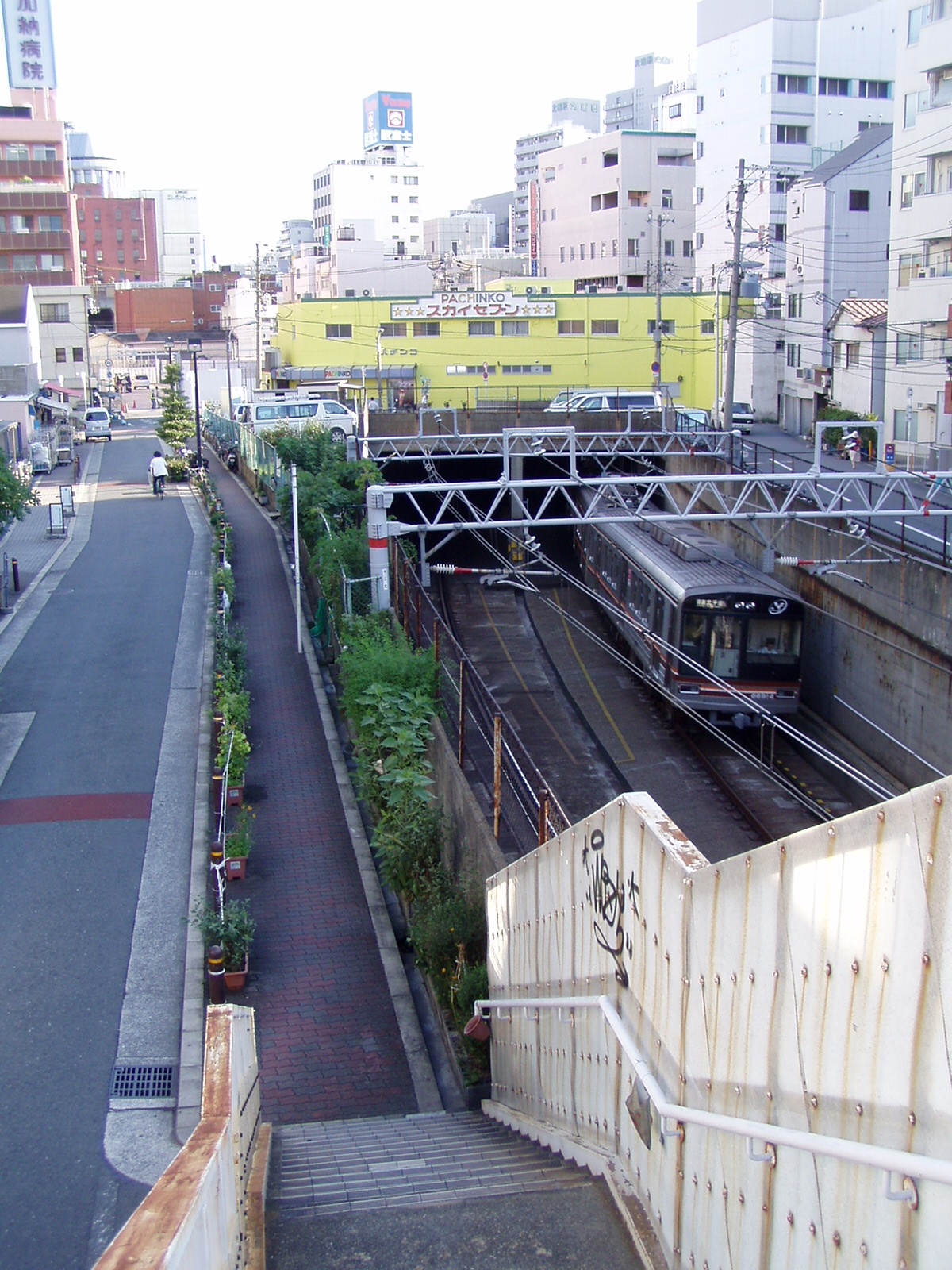
Pociąg linii Sakaisuji na Hankyū-Senri-sen koło stacji Tenjinbashisuji-rokuchōme

Częstotliwość obsługi linii waha się od 2–2½ min. w szczycie na linii Midōsuji (4 min. poza szczytem) do 7 minut poza szczytem na mniej obciążonych liniach.
Na linię kolei Kita-Ōsaka przechodzą wszystkie pociągi jadące Midōsuji-sen. Podobnie na linię Kintetsu Keihanna przechodzą wszystkie pociągi jadące linią Chūō. Połowa z nich kończy bieg w 生駒 Ikoma, a połowa dojeżdża do końca linii.
Na linię Hankyū-Senri przechodzi połowa pociągów obsługujących linię metra Sakaisuji. Większość z nich jedzie do 北千里 Kita-Senri. Na linię Hankyū-Kyōto przechodzi na stacji 淡路 Awaji od 3 do 6 pociągów na godzinę. Do Kioto pociągi te nie docierają, ich najdalszą stacją końcową jest 高槻市 Takatsuki-shi. W przeciwną stronę jednakże, ze stacji 河原町 Kawaramachi w śródmieściu Kioto odjeżdża w dni powszednie, w godzinach 6:00 – 8:00 rano, sześć bezpośrednich pociągów wjeżdżających na linię Sakaisuji (do stacji końcowej Tengachaya).
Najbardziej obciążoną stacją jest 梅田 Umeda (Midōsuji-sen) – dziennie używało jej w 1998 r. ok. 450 tys. osób. Położone niedaleko stacje　東梅田 Higashi-Umeda (Tanimachi-sen) i 西梅田 Nishi-Umeda (Yotsubashi-sen) miały odpowiednio 169 tys. i 120 tys. なんば Namba – węzeł kilku linii metra – używany był dziennie przez 308 tys. osób, 天王寺 Tennōji – przez 280 tys. W latach 1992–2000 liczba przewiezionych osób na sieci własnej metra zmalała o ok. 1/10 z 1 mld 24 mln rocznie do 901 mln rocznie. Praca przewozowa wyniosła wówczas ok. 15,7 mld pasażerokm. W ostatnich latach liczba pasażerów zaczęła nieco się zwiększać.
„Gęstość ruchu” liczona jako stosunek dziennej liczby pasażerów (w tys.) do długości sieci wynosi 18,1 pas./km i jest jedną z wyższych na świecie.
Opłata za przejazd jest uzależniona od długości przejazdu – waha się od 200円　do 350円. Po włączeniu linii „OTS” do sieci metra w 2005 r. nie stosuje się dopłat za dojazd do stacji Cosmosquare. Nie ma żadnych ulg za wjazd na linie współpracujące obcych kolei – płaci się jak za osobny bilet (dodatkowo minimum 150円). Bardzo opłacalny jest bilet jednodniowy, który ważny jest również w autobusach sieci Miasta Osaki. Normalnie kosztuje on 850円, ale w dni kampanii promocji transportu publicznego, tzw. „No-My-Car-Days” (każdy piątek i każdy 20 dzień miesiąca) – tylko 600円.

## Kwestie techniczne

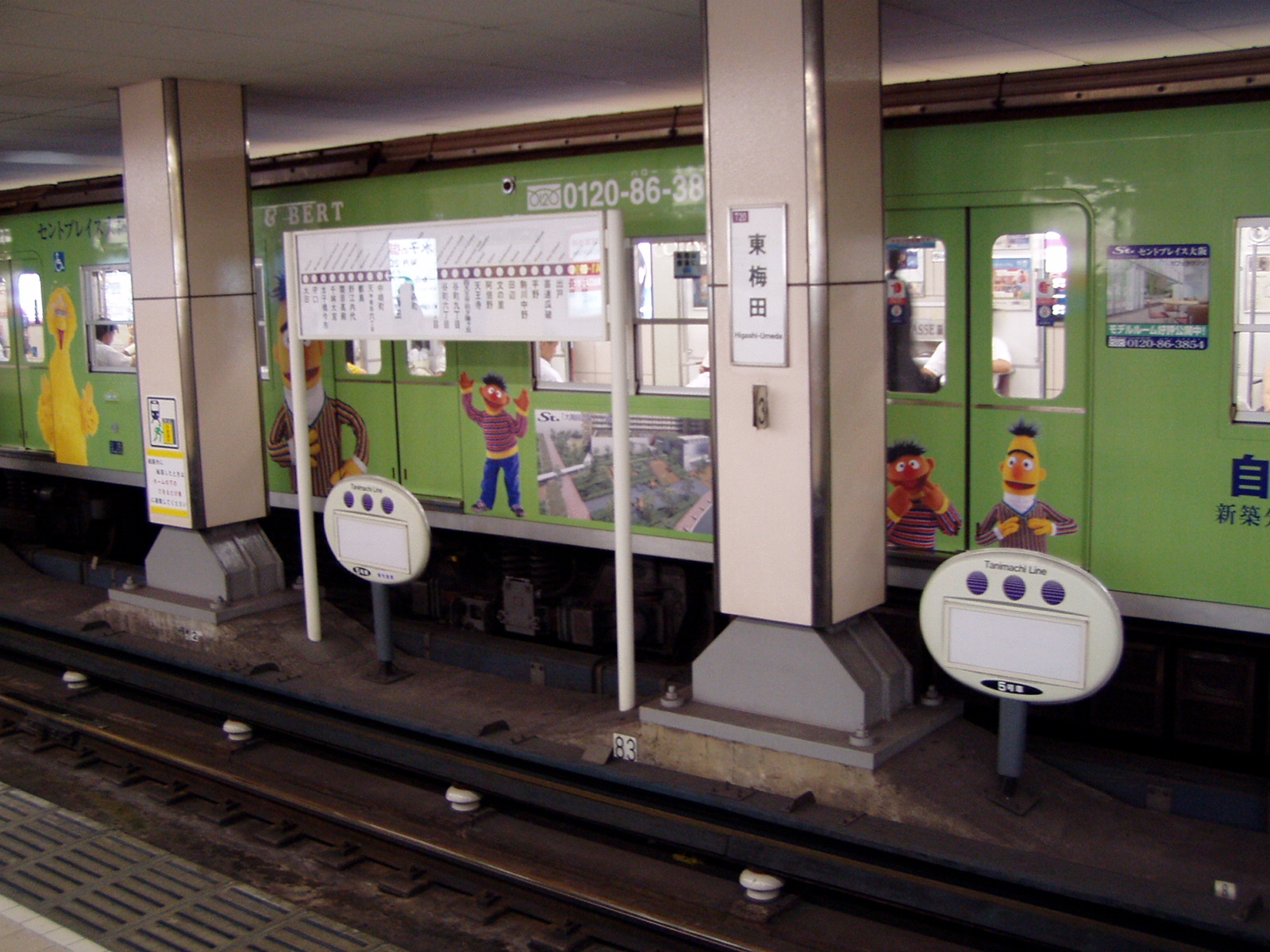
Technologia 1: zasilanie z trzeciej szyny (Tanimachi-sen)

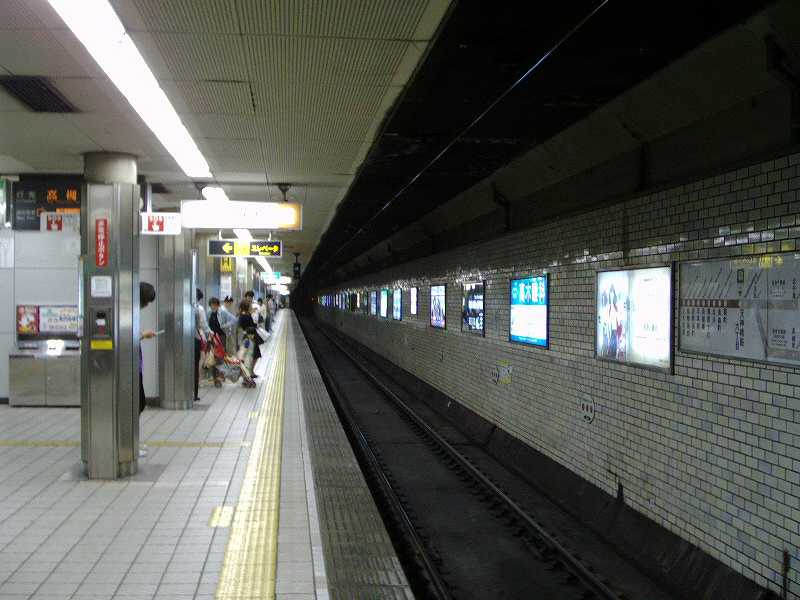
Technologia 2: zasilanie górne (Sakaisuji-sen)

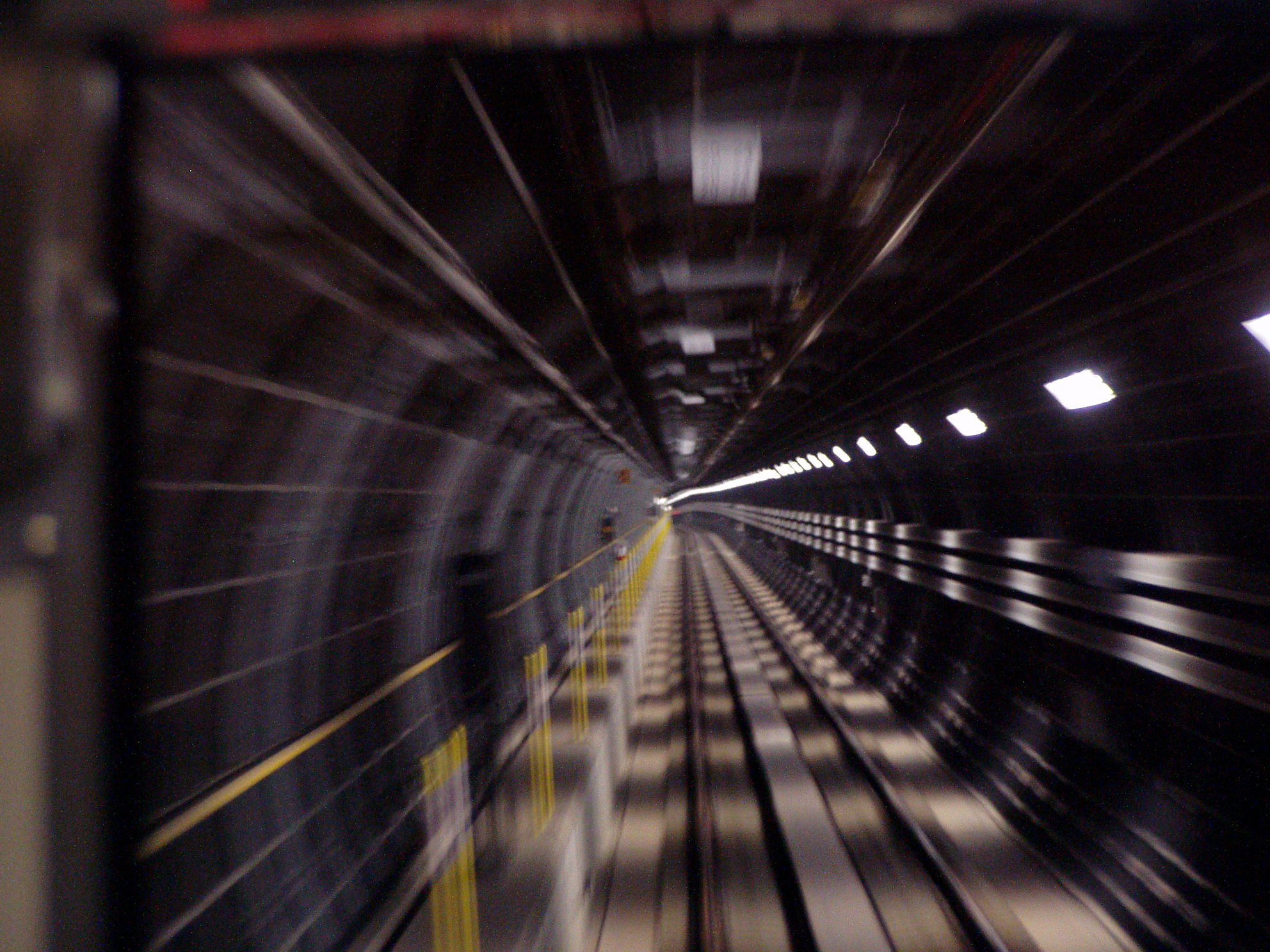
Technologia 3: silnik liniowy. Tunel małej średnicy drążony tarczą

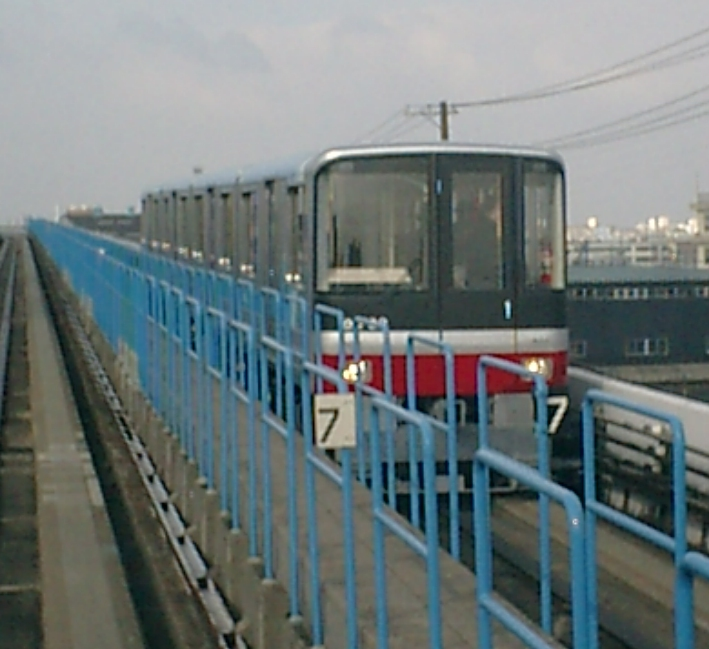
Technologia 4: ogumiona kolejka automatyczna (Ōsaka New Tram)

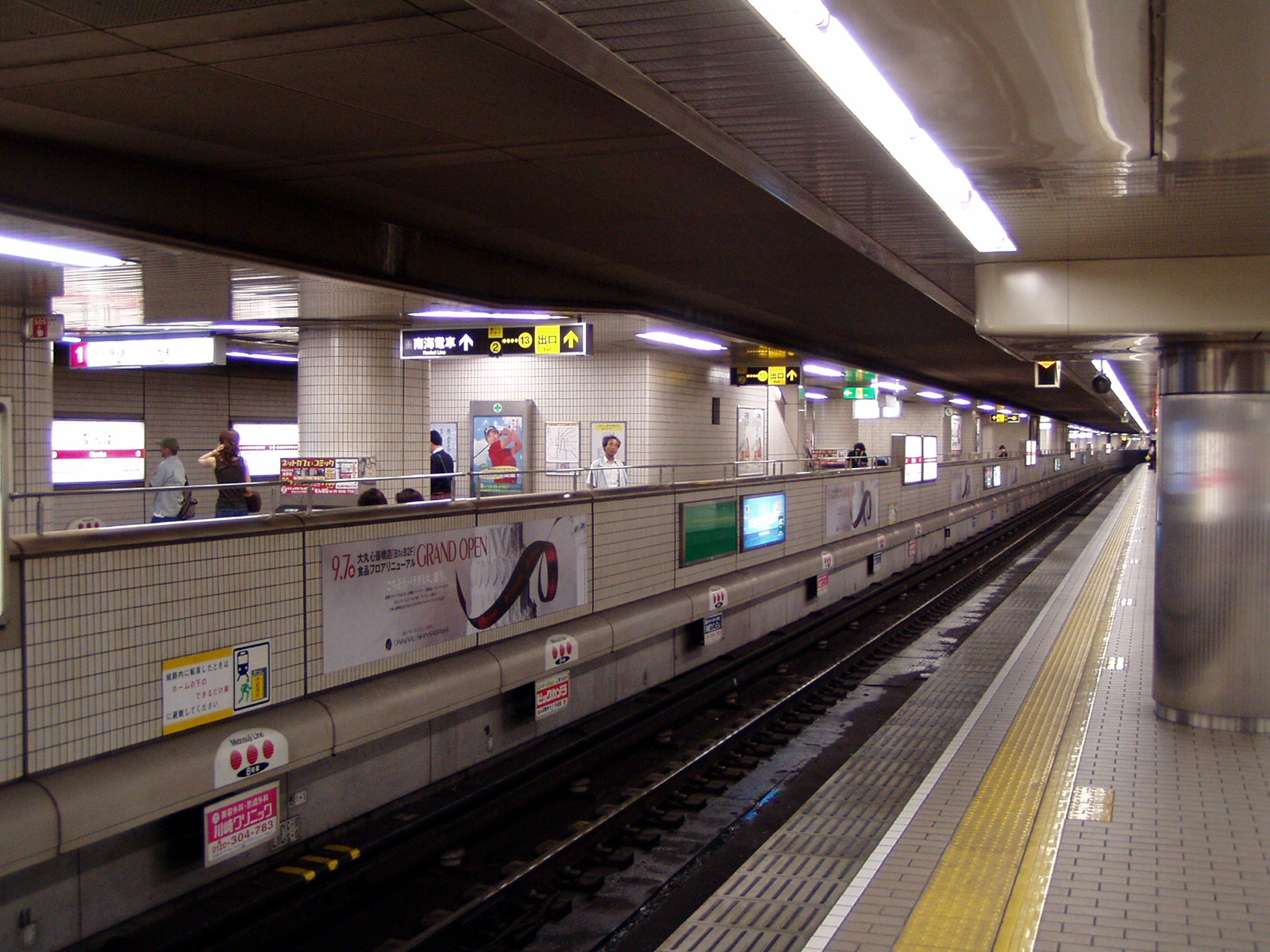
Stacja Namba na linii Midōsuji; przekrój prostokątny, późniejsza rozbudowa

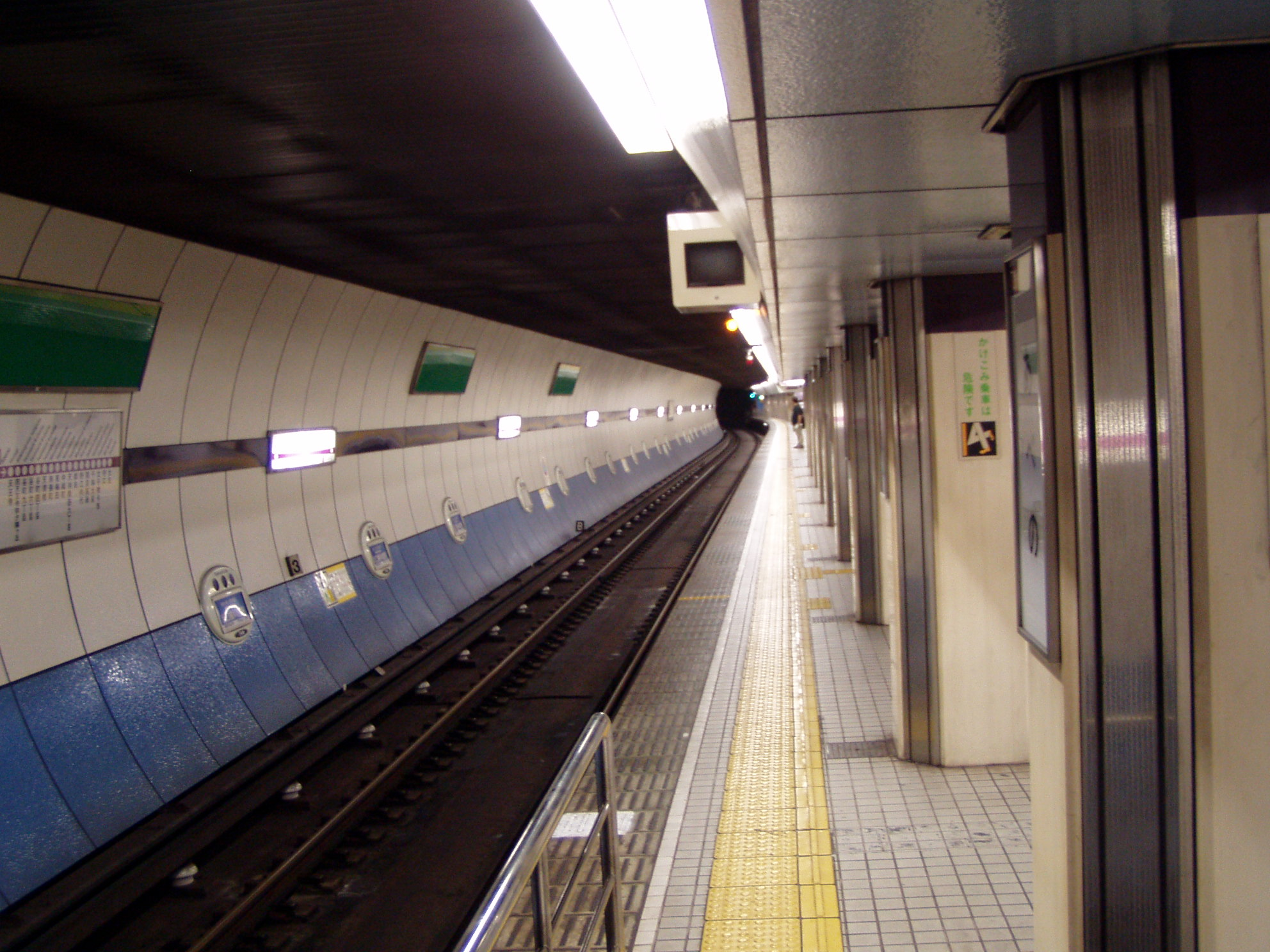
Stacja Abeno na linii Tanimachi; budowana tarczą

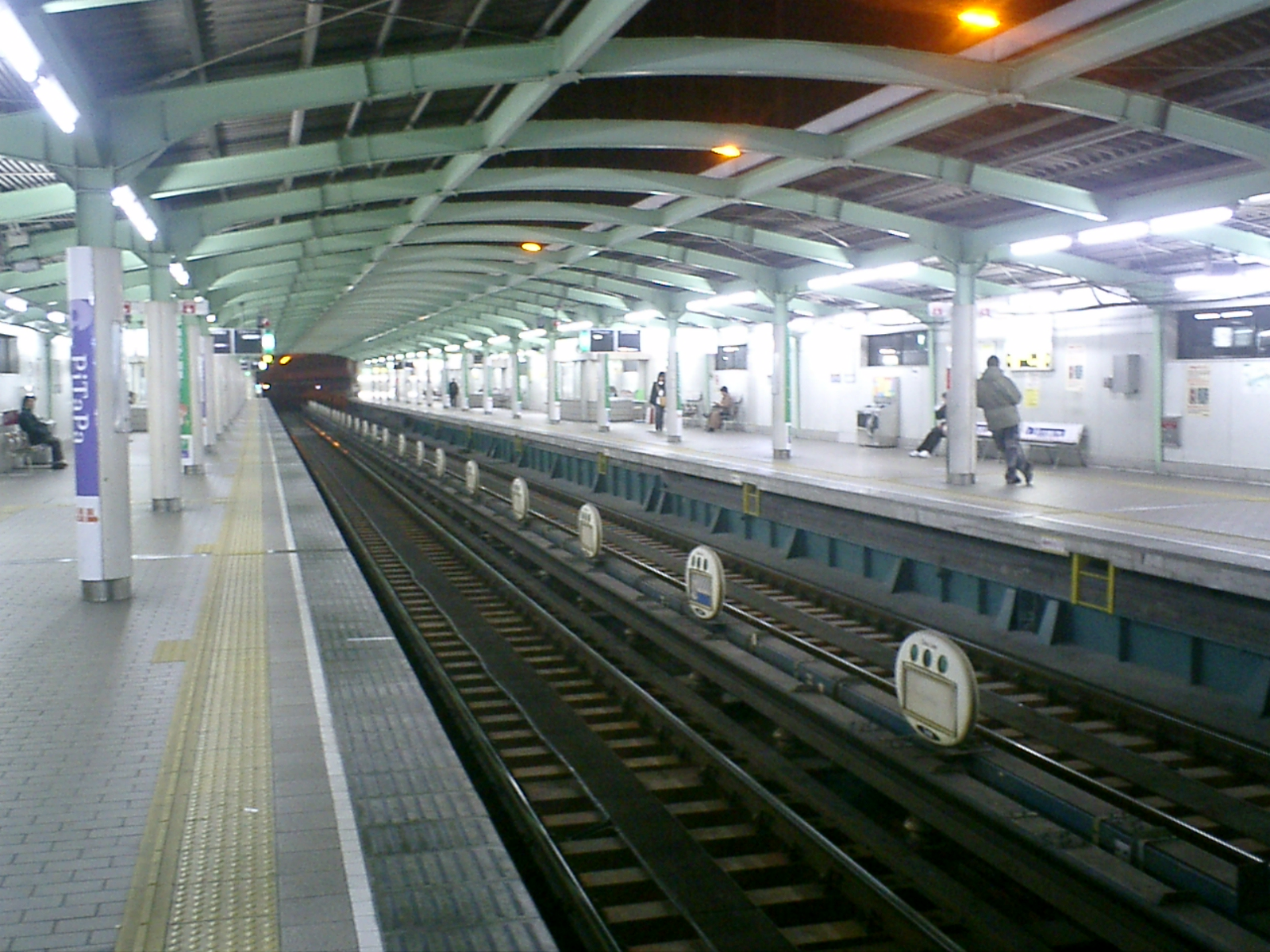
Stacja nadziemna Bentenchō na linii Chūō

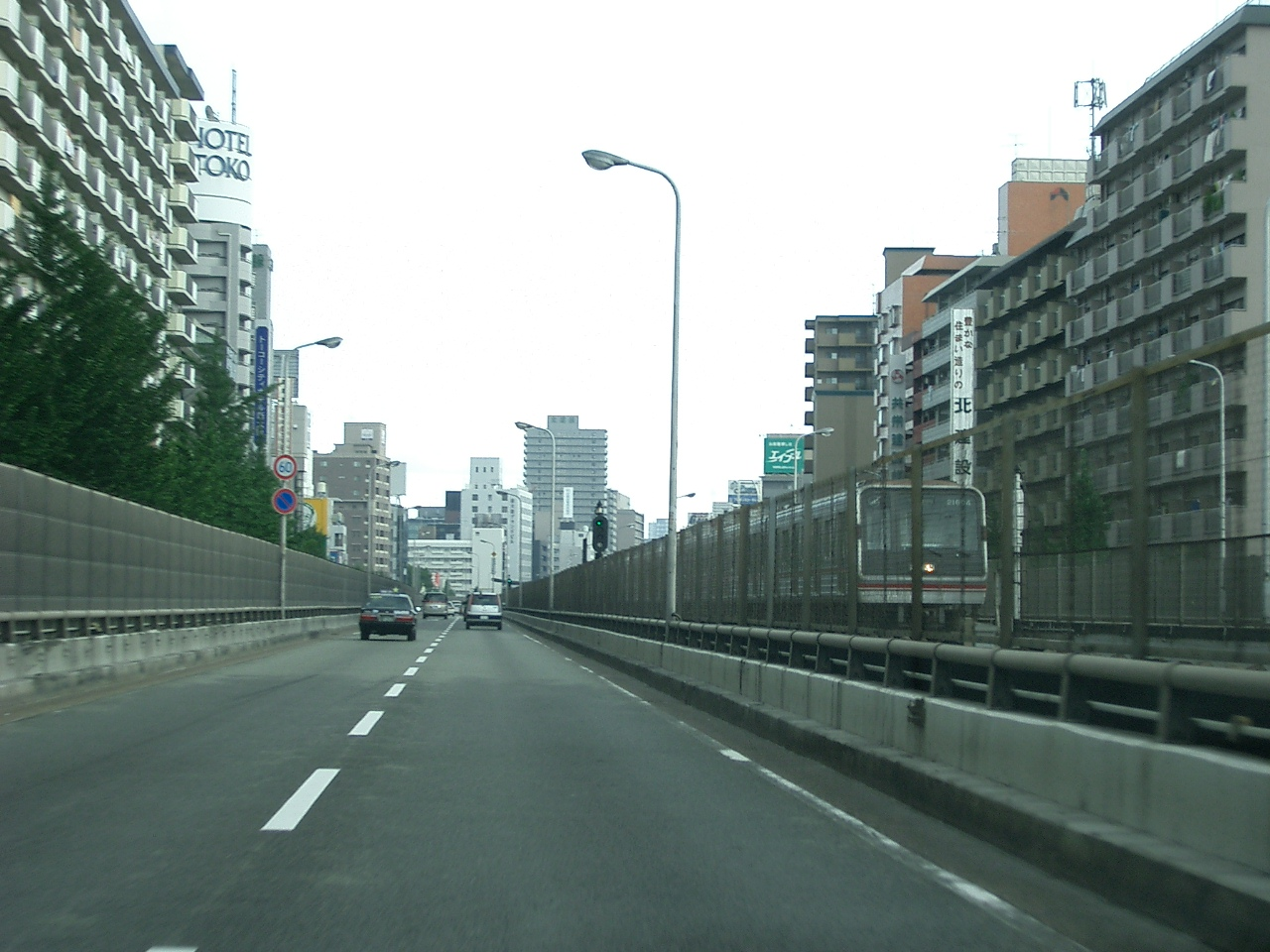
Ulica Shin-Midōsuji w dzielnicach północnych – po prawej linia Midōsuji na estakadzie w pasie rozdzielającym drogi ekspresowej

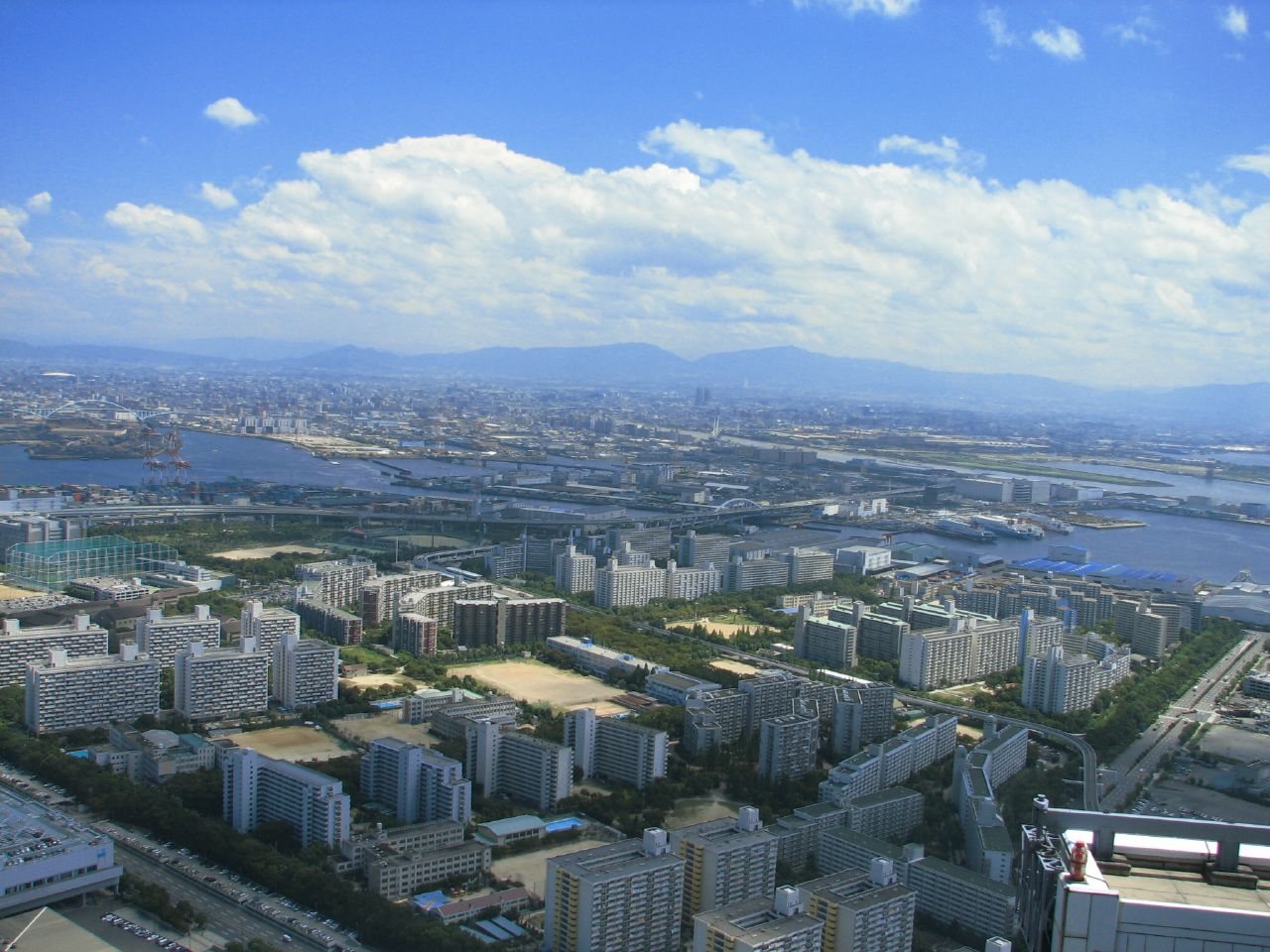
Port Town (zdjęcie w kierunku SE) – widoczna estakada „New Tram”

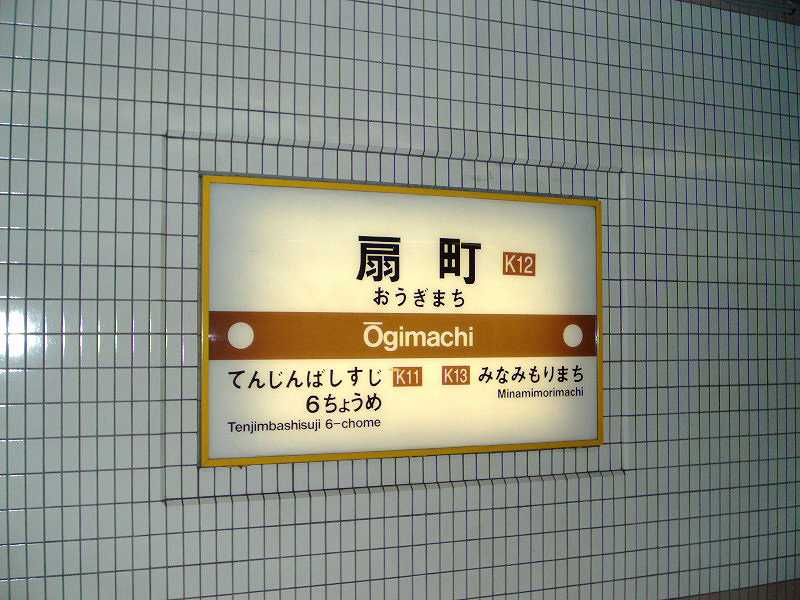
Typowy szyld peronowy

Wszystkie linie „ciężkiego metra” mają rozstaw szyn 1435 mm. Eksploatacja linii klasycznych odbywa się w trybie ATC. Linie z silnikiem liniowym eksploatuje się w trybie ATO. „New Tram” eksploatowany jest w trybie ATO bez maszynistów.
Linie Midōsuji, Tanimachi, Yotsubashi, Sennichimae i Chūō mają zasilanie z trzeciej szyny prądem 750 V (odbiór górny). Linia Sakaisuji, zaprojektowana jako współpracująca z koleją Hankyū, zasilana jest z góry prądem =1500 V. Z góry tym samym napięciem zasilane są też obie linie z silnikiem liniowym (Nagahori-Tsurumi-Ryokuchi, Imazatosuji). Linia „New Tram” zasilana jest z dołu prądem trójfazowym ~600 V 60 Hz. Zastosowano trzy równoległe sztywne przewodniki przeznaczone do odbioru bocznego.
Na liniach z napędem silnikami obrotowymi minimalny promień skrętu toru wynosi 119,6 m, maksymalne nachylenie – 4%. Na liniach z silnikiem liniowym minimalny promień – 83 m, maksymalne nachylenie – 5%.
Linia „New Tram” ma maksymalne nachylenia 2,5%, minimalny promień łuku – 70 m. Do bocznej stabilizacji pociągów tej linii służą prowadnice umieszczone po bokach toru. Rozjazdy pokonywane są za pomocą dodatkowej szyny stabilizującej, ułożonej po wewnętrznej stronie łuku, która przyciska koła boczne do bocznej prowadnicy (patrz fot.).
Linie były budowane początkowo jako płytkie, od lat 60. głównie jako głębokie, metodą tarczową. Ponieważ podłoga wagonów napędzanych silnikiem liniowym (LIM) może być położona niżej niż przy napędzie klasycznym, linie metra LIM mają znacznie mniejszą średnicę rury: 4,74 m wewnątrz (5,30 m na zewnątrz konstrukcji) wobec 5,80 m (6,80 m).
Około 8% sieci stanowią trasy nadziemne, prowadzone na betonowych wiaduktach w pasach rozdzielających arterii miejskich. Stacje na tych trasach wyposażone są w zadaszenia peronów, wykonane często jako hale, z nieprzekrytym pasem nad torowiskiem.
Stacje podziemne są trzech typów. Stacje pierwszego typu, najstarsze, przekryte są wielkimi kolebkami tworzącymi hale peronowe. Dotyczy to stacji 梅田 Umeda,　淀屋橋 Yodoyabashi i 心斎橋 Shinsaibashi na linii Midōsuji. Prawdopodobnie nie mają one w Japonii odpowiedników. Drugim, dominującym typem stacji są budowle o przekroju prostokątnym, wykonywane odkrywkowo, ale – zazwyczaj – pod tymczasowym stropem ułożonym tuż pod powierzchnią ulicy. Trzecim typem są stacje drążone tarczą – należą do rzadkości (np. 阿倍野 Abeno na linii Tanimachi).
Ścianki bezpieczeństwa na krawędziach peronów zastosowano na linii „New Tram” (pełnej wysokości) i linii Imazatosuji (niskie). W kilku wypadkach stacje zbudowane z peronem wyspowym, ze względu na duże obciążenie, uległy rozbudowie o peron boczny (np. なんば Namba). Dla linii Midōsuji konieczne też było przedłużenie peronów, by można było eksploatować składy dziesięciowagonowe.
Strefy peronów i galerii do przesiadania się są wygrodzone i dostępne przez automatyczne rogatki. Na stacji Umeda przesiadanie się następuje jednak przez strefę ogólnodostępną. Na typowej stacji wyjścia z poziomu peronów prowadzą do hallu podjezdniowego, który niekiedy stanowi część większego systemu podziemnych galerii handlowych. Wyprowadzenie ruchu na powierzchnię ulicy prowadzi przez liczne wyjścia: unika się kumulowania całego ruchu w wybranych miejscach. Wyjścia są oznaczone kodem cyfrowym lub cyfrowo-literowym, który pozwala na łatwe znalezienie drogi.

## Tabor
Pierwsze wagony z 1933 r. (typu „100”), wyprodukowane przez różne firmy japońskie, wzorowane były na metrze nowojorskim. Miały pudła długości 17 m i szerokości 2,90 m, pokryte blachą (nitowaną) oraz charakterystyczne, drewniane ramy okienne. Miały też trzy pary stosunkowo wąskich drzwi.
Obecnie wagony linii Midōsuji, Tanimachi, Yotsubashi, Chūō i Sennichimae mają długość 18,7 m, szerokość 2,89 m. Wyposażone są w cztery pary drzwi i miękkie siedzenia w układzie podłużnym. Najstarsze wagony, obecnie jeszcze eksploatowane na linii Tanimachi, są typu "30", pochodzącego z końca lat 60. Produkcja wagonów typu „10” rozpoczęła się w 1973 r. i trwała do końca lat 80. Tworzą one ok. 1/3 taboru linii Midōsuji. Podobne do nich są nowsze wagony typu „20”, eksploatowane na Chūō-sen. Wagony te mają pudła aluminiowe. Wszystkie pięć linii klasycznych ma też tabor z lat 90., zaszeregowany do typów „21”–„25", zależnie od linii.
Linia Sakaisuji obsługiwana jest wagonami typu „66”, także z lat 90., ale o trzech parach drzwi i innych czołach. Wagony tej grupy, podobnie jak typów „21”–„25" mają pudła stalowe. Wszystkie wagony linii z napędem tradycyjnym mają ściany pozostawione bez malowania, z wyjątkiem pasów nawiązujących do przyjętej kolorystyki linii, której są przypisane.
Wagony napędzane silnikiem liniowym (typ „70” i „80") są mniejsze – długość 15,6 m, szerokość 2,496 m. Szczególną rolę odgrywa różnica wysokości: 3,12 m wobec 3,745 m wagonów klasycznych. Wagony te mają po trzy pary drzwi.
Wszystkie wagony metra i innych kolei, wjeżdżających na linie metra, mają wyjścia awaryjne na czołach.
Linię „New Tram” obsługują pociągi złożone z czterech krótkich, dwuosiowych wagonów na kołach ogumionych; łączna długość pociągu wynosi ok. 31 m. Stacje dają możliwość wydłużenia składów w miarę potrzeb.

## Rys historyczny

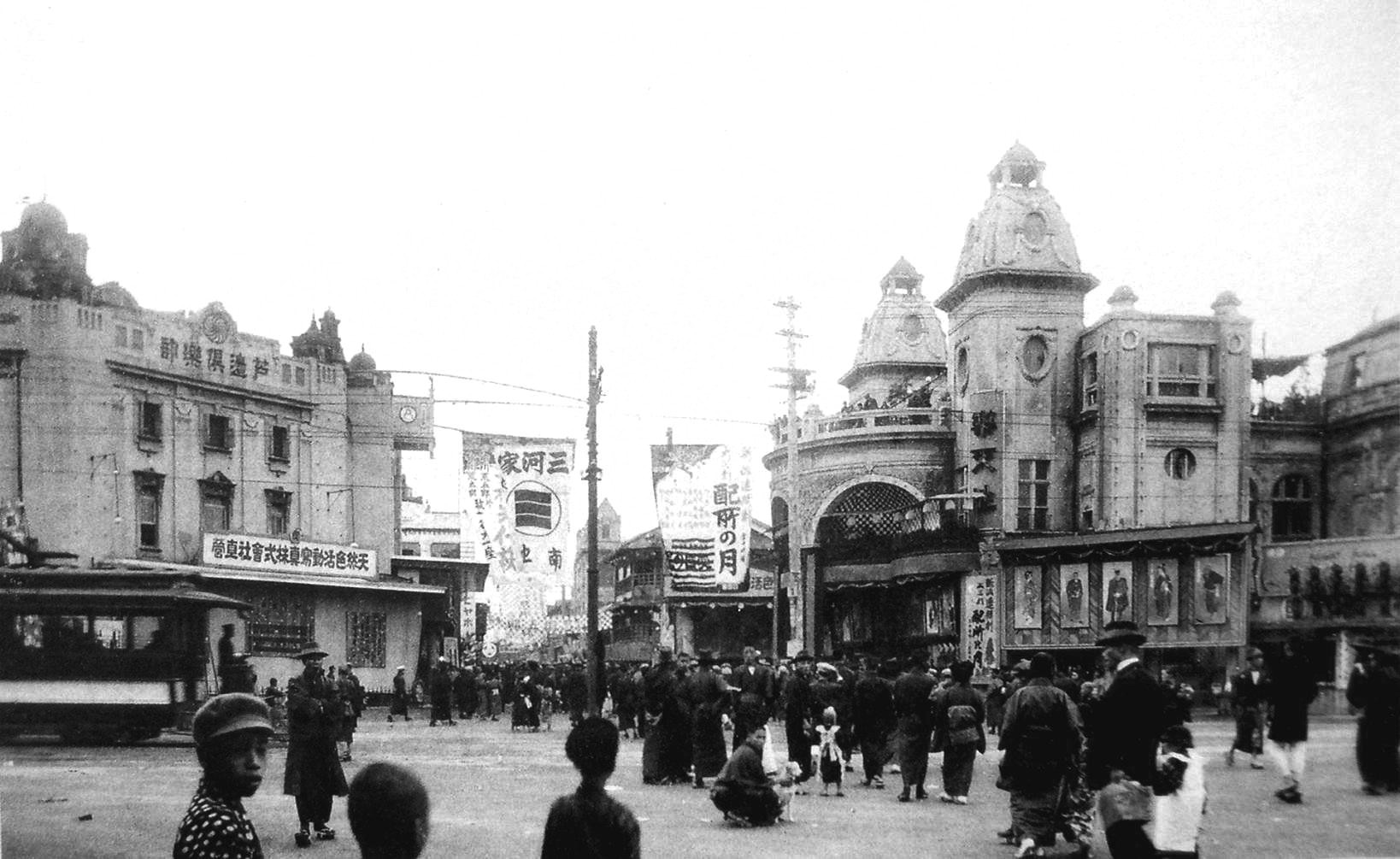
Osaka przed metrem: Sennichimae, 1916

Wprowadzenie „zachodnich” form transportu do Osaki było nieco opóźnione, ze względu na brak szerszych ulic i utrzymującą się sieć połączeń łodziami, wykorzystującymi układ kanałów. Pierwszy miejski tramwaj elektryczny otwarto w 1903/Meiji 36 między Chikko i Hanazono-bashi. Wkrótce przyszła pora na budowę elektrycznych kolejek podmiejskich, które z czasem rozwinęły się oplatając siecią linii cały region Keihanshin.
Wielkim promotorem budowy metra był siódmy z kolei burmistrz, 關一 Hajime Seki (1873–1935), oddany misji modernizacji Osaki. Położył on wielkie zasługi przy przebudowie miasta, w tym przy budowie nowej sieci ulicznej. Jej elementem była poszerzona ulica Midōsuji. Pod nią właśnie zdecydowano się przeprowadzić pierwszą linię miejskiej kolei podziemnej. Odcinek metra między stacjami Umeda i Shinsaibashi otwarto w 1933/Shōwa 8 r. Linię następnie przedłużono do stacji Namba w 1935/Shōwa 10, a do Tennōji w 1938/Shōwa 13. Pierwotnie eksploatowano pociągi jednowagonowe, ale stacje zbudowane były dla ośmiu wagonów w składzie. Przed przerwą wojenną, w 1942/Shōwa 17 r. zdołano jeszcze ukończyć krótki odcinek drugiej linii metra, między stacjami Daikokuchō i 花園町 Hanazonochō. Budowa metra oddziaływała także na inne koleje: jeszcze przed wojną, w 1939 r., Hanshin zbudowała podziemną stację końcową Umeda (dłuższy odcinek jej linii przełożono do tunelu w 1993/Heisei 5).
W 1960 r. sieć metra liczyła 16,8 km. W 1964/Shōwa 39 otwarto północne przedłużenie linii Midōsuji Umeda -　新大阪 Shin-Ōsaka dla obsługi dworca nowo otwartej linii Shinkansen. Linię tę przedłużano także na południe, urządzając pierwotnie torowisko w wykopie na osi ulicy あびこ筋 Abiko-suji. Później wykop przekryto, by zrobić miejsce dla sześciopasmowej jezdni. Budowa systemu SKM przyśpieszyła przed spodziewanym otwarciem wystawy EXPO '70. W lutym 1970 r. czynne już były linie: wydłużona Midōsuji (Ebisu – 我孫子 Abiko), niemal w całości nowa Yotsubashi (西梅田 Nishi-Umeda – 玉出 Tamade), nowe Chūō (większość linii: 大阪港　Ōsaka-kō -　深江橋 Fukae-bashi), Sennichimae (野田阪神 Noda-hanshin – 新深江 Shin-Fukae); Tanimachi (śródmiejska część linii: Higashi-Umeda – Tennōji), Sakaisuji (większość linii:　動物園前 Dōbutsuen-mae – Tenjinbashisuji-6-chōme). Razem sieć liczyła wówczas 65 km linii, czyli 50% sieci obecnej – w ciągu dekady otwierano więc średnio 4,8 km linii rocznie. Jednocześnie zamykano sieć tramwajów miejskich – ostatnia linia przestała funkcjonować w 1969 r.
Modernizacji ulegały też linie kolei prywatnych, przekształcane ze skromnych kolejek dojazdowych w linie eksploatowane równie intensywnie, jak metro. Kolej Keihan zbudowała podziemną linię „głębokiego wprowadzenia” do śródmieścia (Temmabashi – Yodoyabashi) w 1963/Shōwa 38, a kolej Kintetsu – w 1970/Shōwa 45 r. (Uehonmachi – Namba). W tym samym czasie budowano rozgałęzioną, nadziemną sieć miejskich dróg ekspresowych 阪神高速道路 Hanshin Kōsoku Dōro. Zintegrowane korytarze dróg i nadziemnych fragmentów linii metra stały się symbolem nowoczesności, a Osaka – modelowym miastem modernistycznej urbanistyki.
W 1969/Shōwa 44 r. po ukończeniu linii Sakaisuji podłączonej do linii Senri kolei Hankyū rozpoczęto pierwsze w Osace „przechodzenie pociągów” metra na linie obce (i vice versa). W 1970 r. ukończono też linię sieci kolei Hankyū od stacji Ebisu do terenów wystawowych EXPO '70 (obecnie osobna kolej Kitakyū). Rozpoczęto wówczas „przechodzenie pociągów” metra na tę linię. Po zamknięciu wystawy linia została skrócona i skierowana do centrum „Nowego Miasta Senri” (stacja 千里中央 Senri-Chūō).
Dzięki postępującej rozbudowie linii na peryferiach, sieć klasycznego metra osiągnęła dzisiejszy układ w 1987/Shōwa 62 r. Na przełomie lat 70. i 80., dla obsługi nowo budowanej na sztucznej wyspie dzielnicy Port Town, zdecydowano się na wprowadzenie tańszej w budowie małej kolei automatycznej. Jej linię – tzw. „New Tram” – otwarto w 1981/Shōwa 56 r. jako drugą kolejkę automatyczną w Japonii (niedługo po linii „Portliner” w Kobe).
Złożoną metamorfozę przeszła linia Chūō-sen. W 1986/Shōwa 61 r. kolej Kintetsu ukończyła linię Higashi-Ōsaka-sen (do miasta Ikoma), połączoną z linią metra Chūō. Na obu liniach rozpoczęto eksploatację pociągów metra i Kintetsu. W 1997/Heisei 9 r., na podobnej zasadzie kolej „trzeciego sektora” – Ōsaka-kō Transport System (OTS) – dołączyła się od zachodu z linią テクノポート線 Technoport-sen, przeprowadzoną tunelem pod kanałem portowym. OTS otworzyła jednocześnie krótki odcinek linii „New Tram”, doprowadzając ją do wspólnej podziemnej stacji końcowej コスモスクエア Cosmosquare – w 2005/Heisei 17 eksploatację obu odcinków przejęło miasto. W tym samym roku inna kolej „trzeciego sektora”, 奈良生駒高速鉄道 Nara-Ikoma Kōsoku Tetsudō, oddała do użytku przedłużenie współpracującej z metrem linii Kintetsu-Higashi-Ōsaka (Ikoma – 学研奈良登美ヶ丘 Gakken-Nara-Tomigaoka) i przekazała jej eksploatację Kintetsu. Z połączenia obu linii powstała obecna Keihanna-sen, obsługiwana wspólnie przez pociągi Kintetsu i metra. W ramach polepszenia obsługi terenów tej urbanizującej się strefy podmiejskiej, ogłoszonej „Miastem Nauki Kansai”, jeszcze w 1997 r. oddano też do użytku podziemną średnicową linię kolei JR Nishi Nihon – 東西線 Tōzai-sen (Kyōbashi – Amagasaki), przechodzącą przez Umedę. Metro nie jest więc jedyną koleją podziemną w śródmieściu Osaki.
Rozpoczęte w początkach lat 80. badania nad oszczędniejszą technologią metra, którą obiecywał silnik liniowy, doprowadziły do budowy dwóch pierwszych linii – w Tokio i w Osace. Osace udało się wyprzedzić stolicę i już w 1990/Heisei 2 r. otworzyć linię „Tsurumi-Ryokuchi” między　京橋 Kyōbashi i 鶴見緑地 Tsurumi-Ryokuchi (obecnie linia „Nagahori-Tsurumi-Ryokuchi”) jako pierwsze metro z silnikiem liniowym w Japonii. Bodźcem do ukończenia linii była międzynarodowa wystawa ogrodnicza EXPO '90 w Parku Tsurumi-Ryokuchi. Drugą linię w tej technologii, Imazatosuji-sen, otwarto w 2006/Heisei 18 r.

## Projekty
Miasto Osaka przewiduje następujące inwestycje w nowe elementy sieci swoich kolei:
- przedłużenie Imazatosuji-sen na południe – najbardziej realne; w fazie projektowej;
- przedłużenie Yotsubashi-sen w kierunku południowym;
- przedłużenie linii „New Tram” do południowo-wschodnich przedmieść;
- przedłużenie Nagahori-Tsurumi-Ryokuchi-sen na południowy zachód w stronę nabrzeża Zatoki.

Jest też rozpatrywane przedłużenie Yotsubashi-sen na północ, w kierunku północnym, dla obsługi zabudowywanego obszaru północnej Umedy.
Kolej prywatna Keihan i miasto są w trakcie budowy linii kolei „trzeciego sektora” 中之島高速鉄道 Nakanoshima Kōsoku Tetsudō między stacjami Temmabashi (przechodzenie pociągów na linię Keihan-honsen) i Nakanoshima. Kolej budowana jest dla ożywienia terenów wyspy Nakanoshima i sąsiadujących z nią nabrzeży rzeki Stara Yodogawa. Przewidywane otwarcie – 2009 r.
Kolej prywatna Hanshin jest w trakcie budowy podziemnej linii Namba-sen, mającej połączyć jej linię Noda-sen z podziemną linią Kintetsu-Namba-sen. Powstanie w ten sposób kolejna średnica kolejowa Osaki, tym razem przechodząca przez południowe centrum miasta (ukończenie planowane na 2009 r.).
Kolej sieci krajowej JR Nishi Nihon jest w trakcie budowy linii okólnej we wschodniej części aglomeracji (JR Ōsaka-Higashi-sen; planowane otwarcie – 2012 r.).